# Elephant Talk
Singles de King Crimson
Matte Kudasai
(1981) Thela Hun Ginjeet
(1981)
Pistes de Discipline
Frame by Frame
Elephant Talk est une chanson de King Crimson, parue en 1981 sur l'album Discipline, ainsi qu'en single la même année avec Matte Kudasai en face B.
La chanson est principalement menée par le Chapman Stick de Tony Levin, tandis qu'Adrian Belew fait sonner sa guitare comme un barrissement d'éléphant (d'où le titre). Les paroles des couplets sont des listes de mots appartenant au champ lexical de la parole, le premier couplet étant une litanie de mots commençant par la lettre A, le second, de mots commençant par la lettre B, et ainsi de suite jusqu'au cinquième et dernier couplet, avec la lettre E comme Elephant.
Elle est fréquemment jouée en concert, par King Crimson comme par Levin ou Belew en solo. Elle apparaît entre autres sur les albums live Absent Lovers: Live in Montreal (1998), B'Boom: Live in Argentina (1995) ou Vrooom Vrooom (2001).

## Musiciens
- Adrian Belew : chant, guitare
- Bill Bruford : batterie
- Robert Fripp : guitare
- Tony Levin : basse, Chapman stick